# 萨其城址
萨其城址或称萨其城，位于中国吉林省延边朝鲜族自治州珲春市杨泡满族乡杨木林村南山下，1987年10月20日，以“萨其城”名称公布为第四批吉林省文物保护单位，类型为古遗址。该文物保护单位由珲春市文物管理所管理。2013年，以“萨其城址”的名称被中国国务院列为第七批全国重点文物保护单位（古遗址）。
萨其城的历史年代为渤海国。另有认为是高句丽晚期的山城遗址。